# Eudioctria dissimilis
Eudioctria dissimilis là một loài ruồi trong họ Asilidae. Eudioctria dissimilis được Adisoemarto & Wood miêu tả năm 1975. Loài này phân bố ở vùng Tân Bắc giới.